# Klopce (Žužemberk, Slovenija)
Klopce je naselje u slovenskoj Općini Žužemberku. Klopce se nalazi u pokrajini Dolenjskoj i statističkoj regiji Jugoistočnoj Sloveniji. 

## Stanovništvo
Prema popisu stanovništva iz 2002. godine naselje je imalo 6 stanovnika.